# Джордж Кортні
Джордж Кортні MBE (англ. George Courtney; нар. 4 червня 1941) — колишній англійський футбольний арбітр.

## Кар'єра

### Початок кар'єри
Кортні почав судити шкільні ігри в районі Спеннімура та навколо нього в 1961 році. Пізніше він виконував обов'язки асистента головного арбітра в Північній лізі, перш ніж стати в 1971 році був включений до списку арбітрівфутбольної ліги. Там до 1974 року теж виконував роль асистента, після чого був включений до списку головних арбітрів у віці лише тридцяти трьох років. У 1976 році, незважаючи на те, що він лише другий рік був арбітром футбольної ліги, він був призначений на вирішальний матч за титул чемпіона, в якому «Ліверпуль» здійснив драматичний камбек, щоб перемогти «Вулвергемптон Вондерерз» та обігнати КПР, ставши чемпіонами країни.
У 1977 році він став арбітром ФІФА. Цього результату він досяг лише за три сезони, що було до випадку з Мартіном Аткінсоном у 2006 році найшвидшим у англійському футболі.
У 1979 році він відсудив матч за Суперкубок Англії, в якому теж тріумфував «Ліверпуль», а наступного травня повернувся на «Вемблі», відпрацювавши фінал Кубка Англії між «Вест Гем Юнатейтед» та «Арсеналом».

### Роки на вершині
Після уходу Пета Партріджа у 1981 році та вимушеного припинення кар'єри іншого провідного британського арбітра Клайва Вайта наступного року Джордж Кортні став одним з найзартребуваніших англійських арбітрів 1980-х років. Він судив фінал Кубка Ліги 1983 року, тим самим завершивши «хет-трик» основних матчів на «Вемблі».
Він продовжував судити численні півфінали Кубка Англії, а також багато ігор вищого дивізіону. Він повинен був піти на пенсію в 1989 році через вікові обмеження, але спільно з низкою інших поважних арбітрів йому було надано право на продовження роботи, завдяки чому він відпрацював ще три додаткових сезони до 1992 року. 18 серпня 1990 року він вдруге працював на матчі за Суперкубок Англії, а 12 квітня 1992 року він відсудив свій останній фінал, другий для себе фінал Кубка Ліги.

### Міжнародні матчі
Кортні часто залучався до змагань під егідою УЄФА та зокрема обслуговував фінали Кубка володарів кубків 1989 року, Кубка УЄФА 1981/82 та 1985/86, а також був у списку арбітрів на чемпіонаті Європи 1984 року, відсудивши у півфіналі на матчі Іспанія — Данія (1:1).
Представляючи Англійську Футбольну асоціацію, його обирали на всі найважливіші міжнародні турніри між 1983 та 1990 роками. Єдине велике змагання, яке він пропустив у цей час, було чемпіонатом Європи 1988 року, куди замість нього від Англії був обраний Кіт Гакетт.
Так Кортні судив матчі чемпіонатів світу 1986 та 1990 років, в тому числі на матчі за 3-тє місце в 1986 році. Він також працював на матчах молодіжного чемпіонату світу 1981 року в Австралії та на Кубках Азії 1984 та Кубку Азії 1988 років.

### Завершення роботи
Кортні втратив статус арбітра ФІФА наприкінці 1991 року у віці п'ятдесяти років. Він був одним із останніх арбітрів, які мали цю пільгу, оскільки в цей момент вони зменшили максимальний вік арбітрів осіб до сорока п'яти. Решту цього сезону він судив лише в Англії.
Фінальним поєдинком його насиченої кар'єри стала гра в плей-оф між «Блекберн Роверз» та «Лестер Сіті» за місце в новоствореній Прем'єр-лізі.
Пізніше він працював в якості делегата УЄФА.

## Особисте життя
Кортні був одружений, мав сина.
9 лютого 2007 року син Кортні Метью помер після падіння з верхнього поверху галереї Tate Modern в Лондоні. У травні 2007 року стало відомо, що Меттью Кортні кілька років лікувався від маніакальної депресії, яка «можливо була спровокована вживанням канабісу». Коронер Саутварка заявив, що Меттью Кортні здійснив самогубство. Однак він записав у звіті про випадкову смерть.